# Óscar Quintana
Óscar Quintana Viar (Torrelavega, Cantabria, 6 de marzo de 1967) es un entrenador de baloncesto español. Es el hermano del que fuera alcalde de Fuenlabrada José Quintana Viar (1983-2002) y tío del exjugador de baloncesto José Quintana Valdivieso. Durante las temporadas 2014-15 y 2015-16, trabajó como comentarista de baloncesto de la ACB en TVE (Televisión Española). Posteriormente, desde la temporada 2020/2021 hasta la actualidad, ha continuado su labor como comentarista de baloncesto de la ACB, esta vez con Movistar +.

## Trayectoria deportiva
- 1989-90: Universidad de Cantabria (Liga Universitaria)
- 1990-91: SAB Caja Cantabria Torrelavega (2ª División)
- 1993-94: CB Fuenlabrada. Esta temporada ocupa el cargo de director de la cantera del club.
- 1994-95: CB Fuenlabrada (2ª División)
- 1995-96: CB Fuenlabrada (Liga EBA). Segundo entrenador ayudante de Martín Fariñas.
- 1996-97: CB Fuenlabrada (LEB)
- 1997-98: CB Fuenlabrada (LEB)
- 1998-99: CB Fuenlabrada (ACB)
- 1999-04: Jabones Pardo Fuenlabrada (ACB)
- 2004: Selección española sub-20
- 2004-05: CB Sevilla (ACB)
- 2004-05: CAI Zaragoza (LEB)
- 2005-06: Ricoh Manresa (ACB)
- 2006-07: Ricoh Manresa (LEB)
- 2008-10: Lucentum Alicante (LEB) y (ACB)
- 2012-14: UCAM Murcia (ACB)
- 2016-17: UCAM Murcia (ACB)
- 2017-18: Real Betis Energía Plus (ACB)
- 2022: Morabanc Andorra (ACB)[1]
- 2023 Baloncesto Fuenlabrada (ACB)[2]

## Palmarés
- Logra el ascenso del Baloncesto Fuenlabrada a la Liga EBA en la temporada 1994-95
- Logra la Copa Príncipe de Asturias con el Baloncesto Fuenlabrada en la temporada 1997-98
- Logra el ascenso del Baloncesto Fuenlabrada a la Liga ACB en la temporada 1997-98
- Logra la Copa Príncipe de Asturias con el Baloncesto Lucentum Alicante en la temporada 2008-09
- Logra el ascenso del Baloncesto Lucentum Alicante a la Liga ACB en la temporada 2008-09